# Oskar Kuhn
 (janvier 2021).
Si vous disposez d'ouvrages ou d'articles de référence ou si vous connaissez des sites web de qualité traitant du thème abordé ici, merci de compléter l'article en donnant les références utiles à sa vérifiabilité et en les liant à la section « Notes et références ».
Pour les articles homonymes, voir Kuhn.
Oskar Kuhn (né à Munich le 7 mars 1908 et mort à Munich le 1er mai 1990) est un paléontologue allemand.

## Biographie
Oskar Kuhn étudie les sciences naturelles et se spécialise en géologie et paléontologie.